# Llandeilo
Llandeilo (wymowaⓘ) – miasto w południowej Walii, w hrabstwie Carmarthenshire, położone na północnym brzegu rzeki Tywi (Towy), na zachodnim skraju parku narodowego Brecon Beacons. W 2011 roku liczyło 1795 mieszkańców.
Nazwa miejscowości pochodzi od św. Teliawa, który w VI wieku założył w tym miejscu klasztor. W XII wieku miejscowość znajdowała się pod zwierzchnictwem biskupstwa St David's, rozwinęła się jako ośrodek targowy. Na zachód od miasta znajduje się posiadłość Dinefwr Park, a w jej obrębie ruiny zamku Dinefwr Castle (Castell Dinefwr) z XII wieku (wówczas siedziba władców Deheubarth) oraz rezydencja Newton House z XVII wieku.
W 1887 roku Llandeilo odnotowane zostało jako ośrodek handlu zbożem i mąką, a także ośrodek produkcji tkanin wełnianych, drewna oraz garbarstwa. Miasto liczyło wówczas 1553 mieszkańców.
Znajduje się tu stacja kolejowa Llandeilo, na linii kolejowej Heart of Wales Line.